# Commodore VIC-20
VIC-20 var en hjemmecomputer fremstillet af Commodore Business Machines med 5 kilobyte ram og en MOS Technology 6502-CPU, hvis fysiske udseende svarede til de senere Commodore 64- og C16-computere. VIC-20'en blev frigivet i juni 1980, 2¾ år efter Commodores første personlige computer, PET.

## Spil og programmer
Der er udkommet op imod 1000 spil og programmer til VIC-20, som blev udgivet på kassettebånd, floppydisk og cartridge. Desuden blev der i computerblade udgivet mange spil og programmer, som blev trykt i bladene, hvorefter brugerne tastede dem ind på deres computere. De indtastede spil og programmer kunne herefter gemmes på kassettebånd eller floppydisk.

## Lagring
Den mest benyttede eksterne lagringsmetode var Commodores egen Datasette 1530. Datasetten var billig i anskaffelse og benyttede almindelige kassettebånd. Datasetten var stabil, men meget langsom. Skulle man finde et bestemt sted på båndet, var det nødvendigt at noteret båndtællerens placering, for at kunne spole sig frem til rette position.
Commodore 1540 var et diskettedrev udviklet til VIC-20, men pga. 1540-drevet ikke var kompatibelt med Commodore 64, blev 1540 diskettedrevet hurtigt afløst af 1541 drevet.
Commodore 1541 var det mest benyttede diskettedrev til VIC-20. Drevet var beregnet til brug af 5¼" enkeltsiddede floppydisketter, med en kapacitet på 170 kilobyte. 1541-drevet var dyrt og kostede mere end selve VIC-20'en. Desuden var drevet langsomt, især på grund af den serielle dataoverførsel. Dog kunne 1541-drevet via en basic kommando sættes til at virke som et 1540 drev, og derved opnå en lidt hurtigere dataoverførsel.

## Nutidig hardware
De seneste år er der kommet en del tilbehør til Vic-20 baseret nutidig teknologi. Her iblandt kan nævnes Final Expansion som er en kombineret RAM, Disk Drev og EEPROM løsning til Vic-20 expansion port. I samme stil finder man Mega-Cart som tilbyder RAM udvidelse, 180 cartridge-spil og 49 diskbaserede spil på samme cartridge.
SD2IEC er endnu en mulighed for at kombinerer internettets mulighed med Vic-20. SD2IEC hardwaren sætter dig i stand til at hente (loade) diskbaserede filer i bl.a. D64 format ind i Vic-20 via et almindeligt SD kort.

## Nutidig software
Navn: Doom
Programmør: Kweepa
Udgivelsesdato: 14. december 2013
Hardware krav: VIC-20 + 35k med disk drev
Beskrivelse: En Vic-20 version af shareware spillet Doom
Nave: Pooyan(20)
Programmør: beamrider (Adrian F)
Udgivelsesdato: 15. december 2013
Hardware krav: VIC-20 + 16K + Joystick
Beskrivelse: En Vic-20 version af det klassiske 80'er arcadespil Pooyan.